# Гоккенгайм
Гоккенгайм (нім. Hockenheim) — місто в південно-західній частині Німеччини, земля Баден-Вюртемберг. Підпорядкований адміністративному округу Карлсруе та району Райн-Некар.

## Розташування
Розташований Гоккенгайм у Верхньорайнській низовині. Через місто протікає річка Крайхбах. До столиці Німеччини м. Берлін — 493 км.
Гокенгайм належить до агломерації Рейн—Неккар, центром якої є Мангайм.
Місто знамените автодромом Гоккенгаймринг, на якому з 1970 року з невеликими перервами проводяться етапи чемпіонату з автоперегонів у класі Формула-1.

## Населення
Кількість мешканців Гоккенгайму — 21.118 осіб. Щільність населення — 606,1 осіб/км ².

## Клімат
Помірний клімат Гоккенгайму забезпечує тепле літо й помірно прохолодну зиму. Середня температура в липні становить близько + 20 °C, у січні — -1 °C.

## Галерея

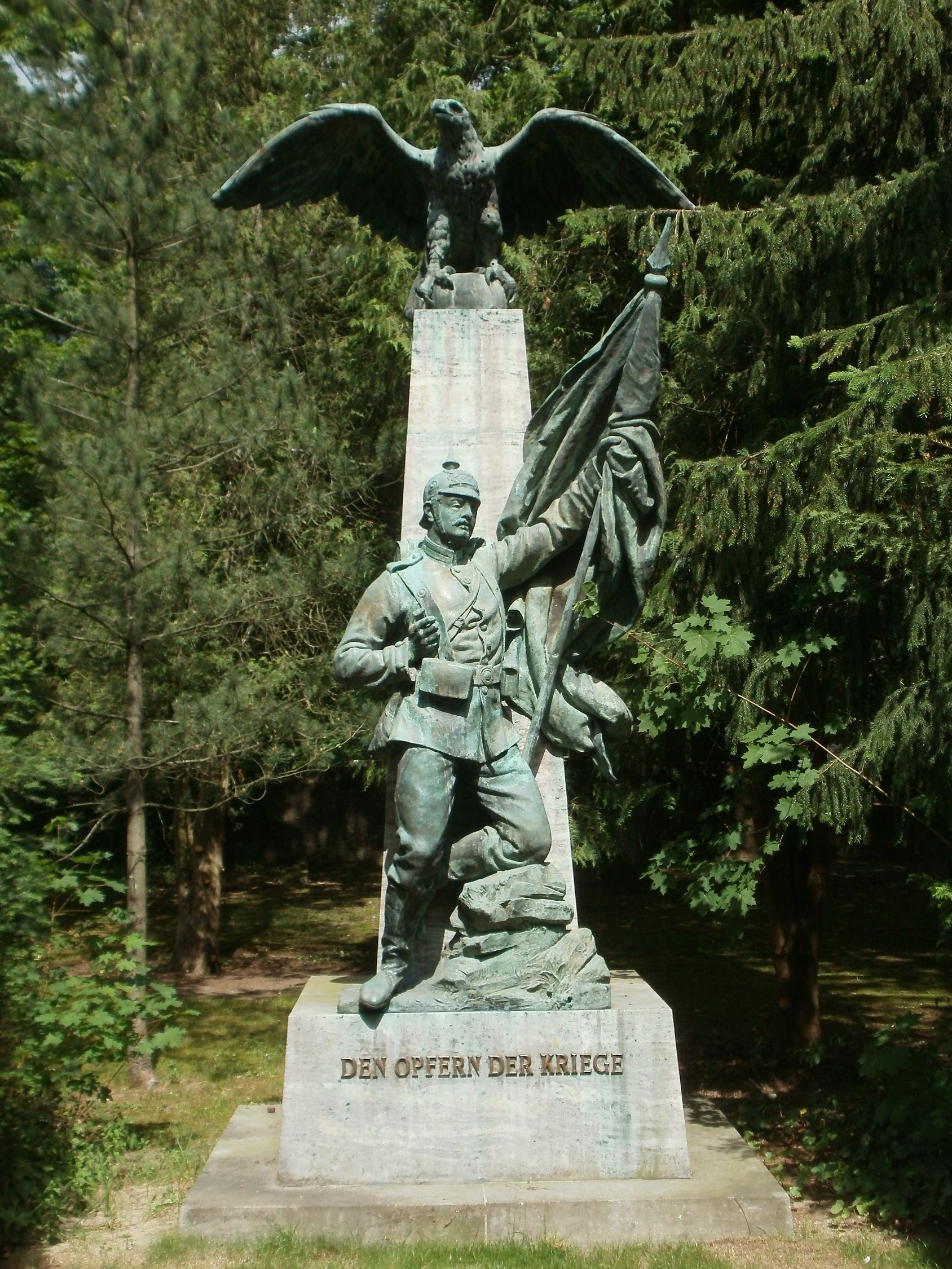
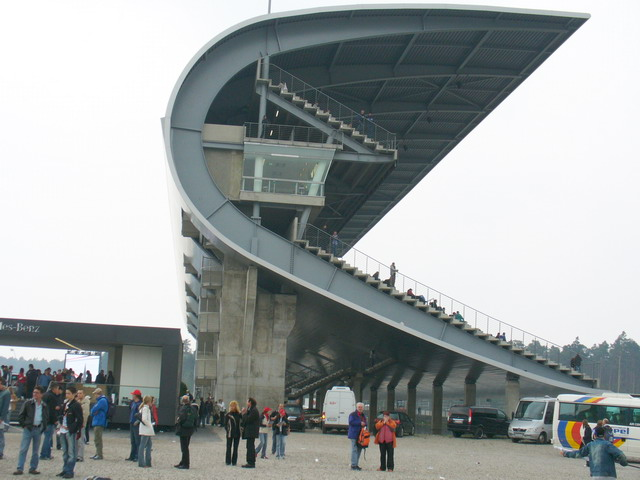
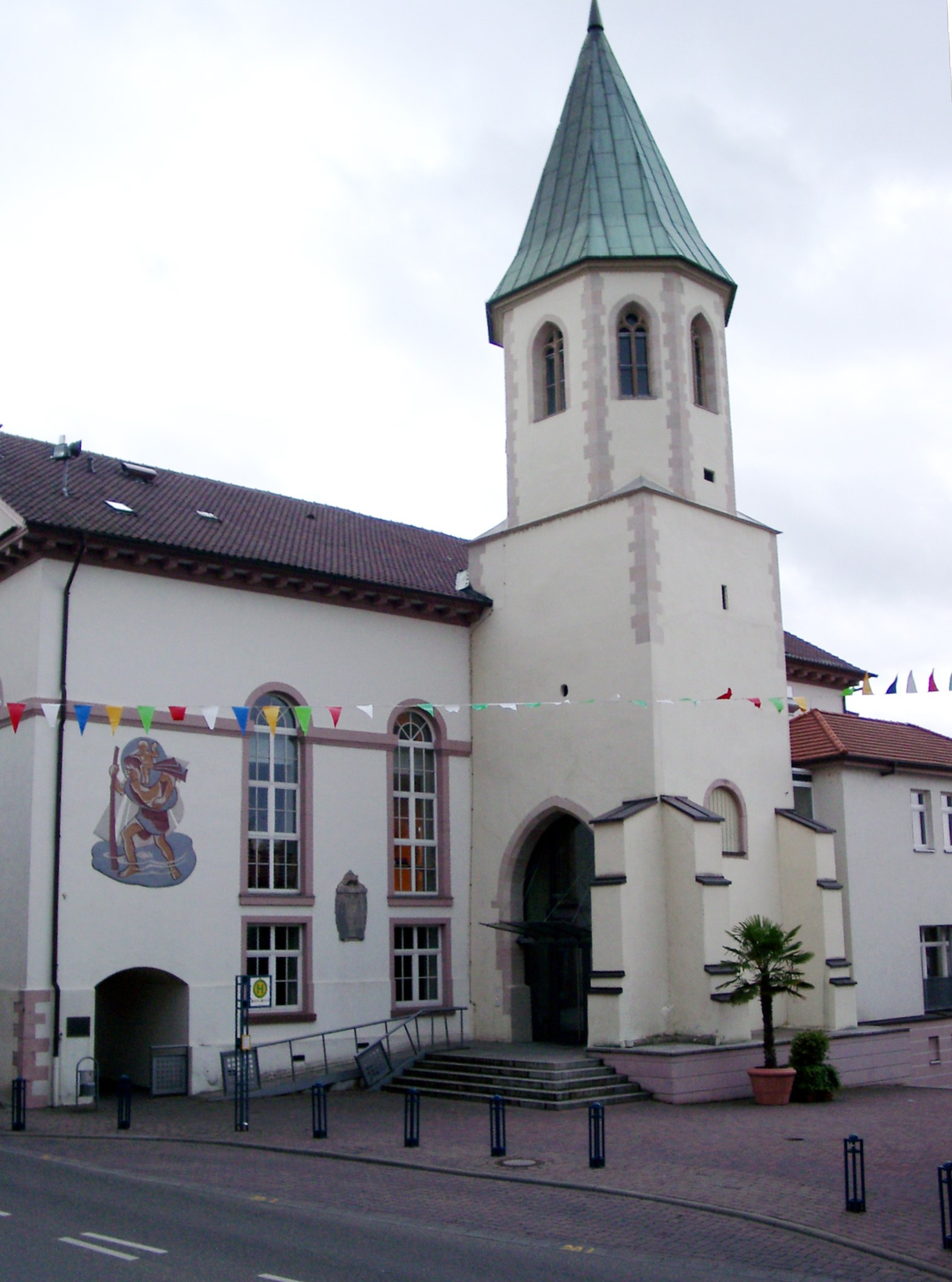
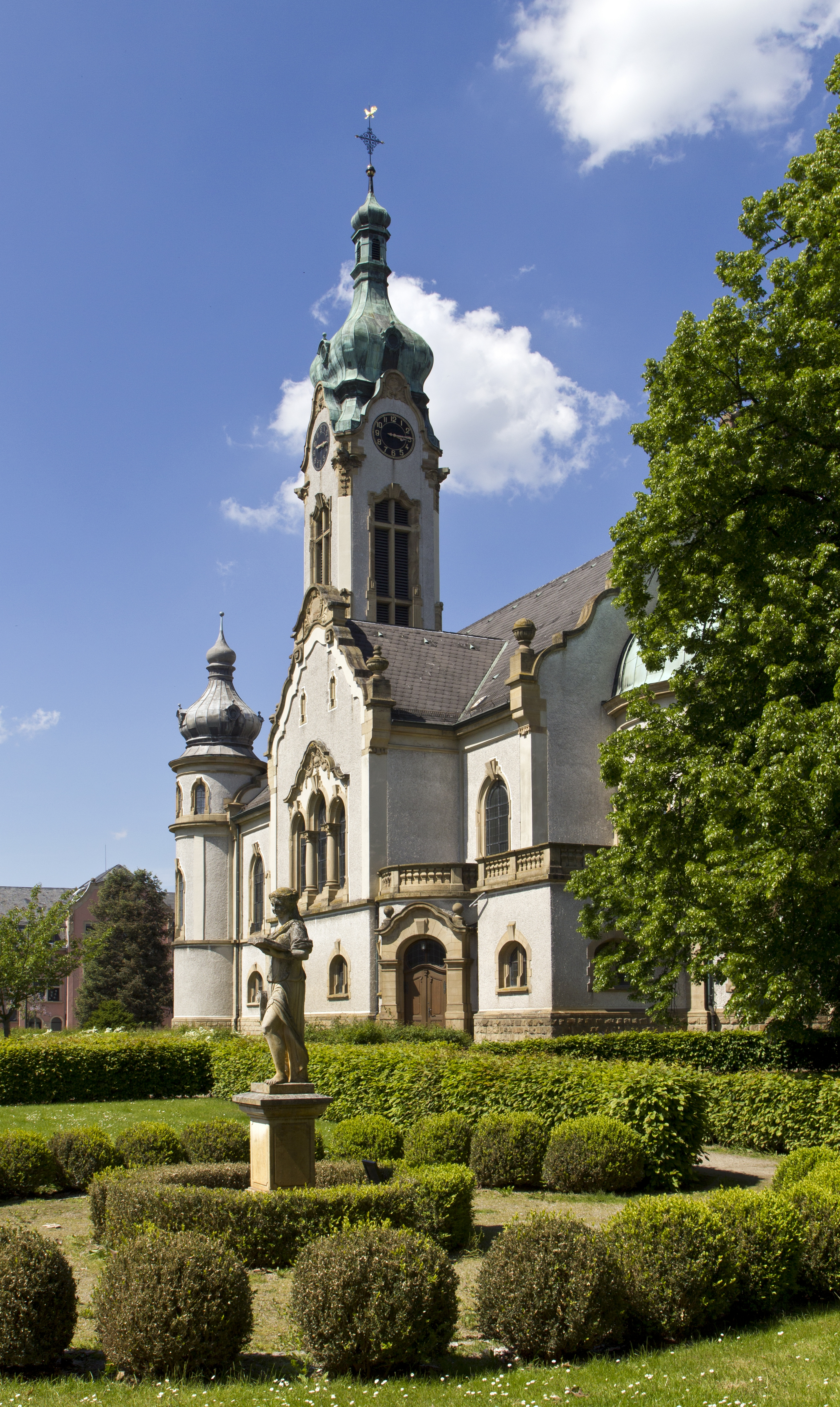
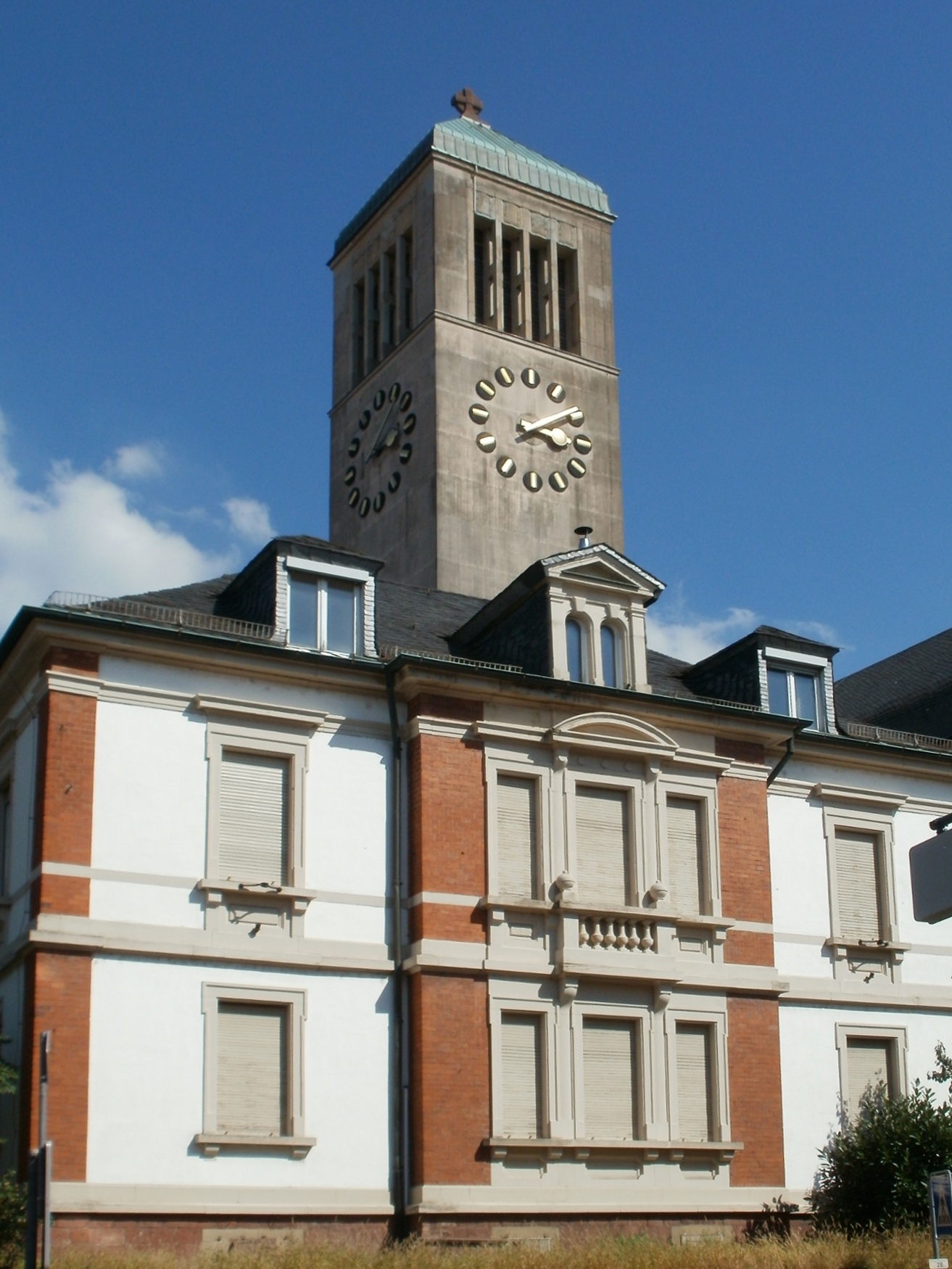
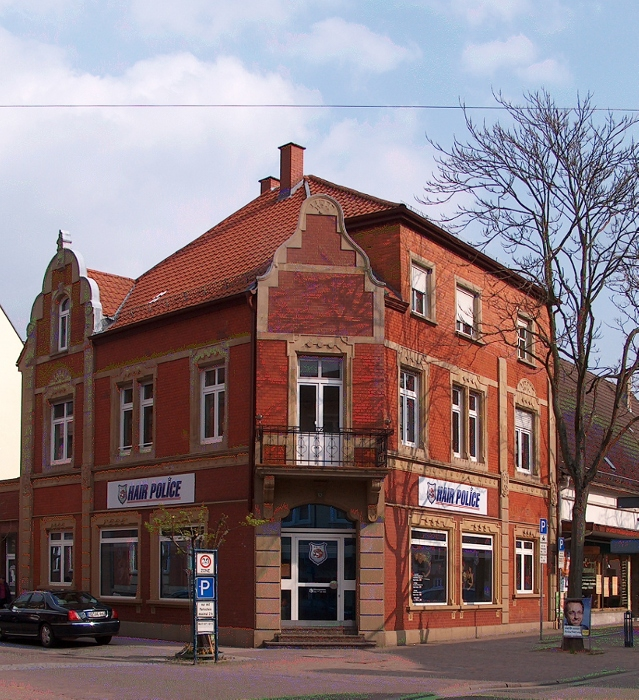
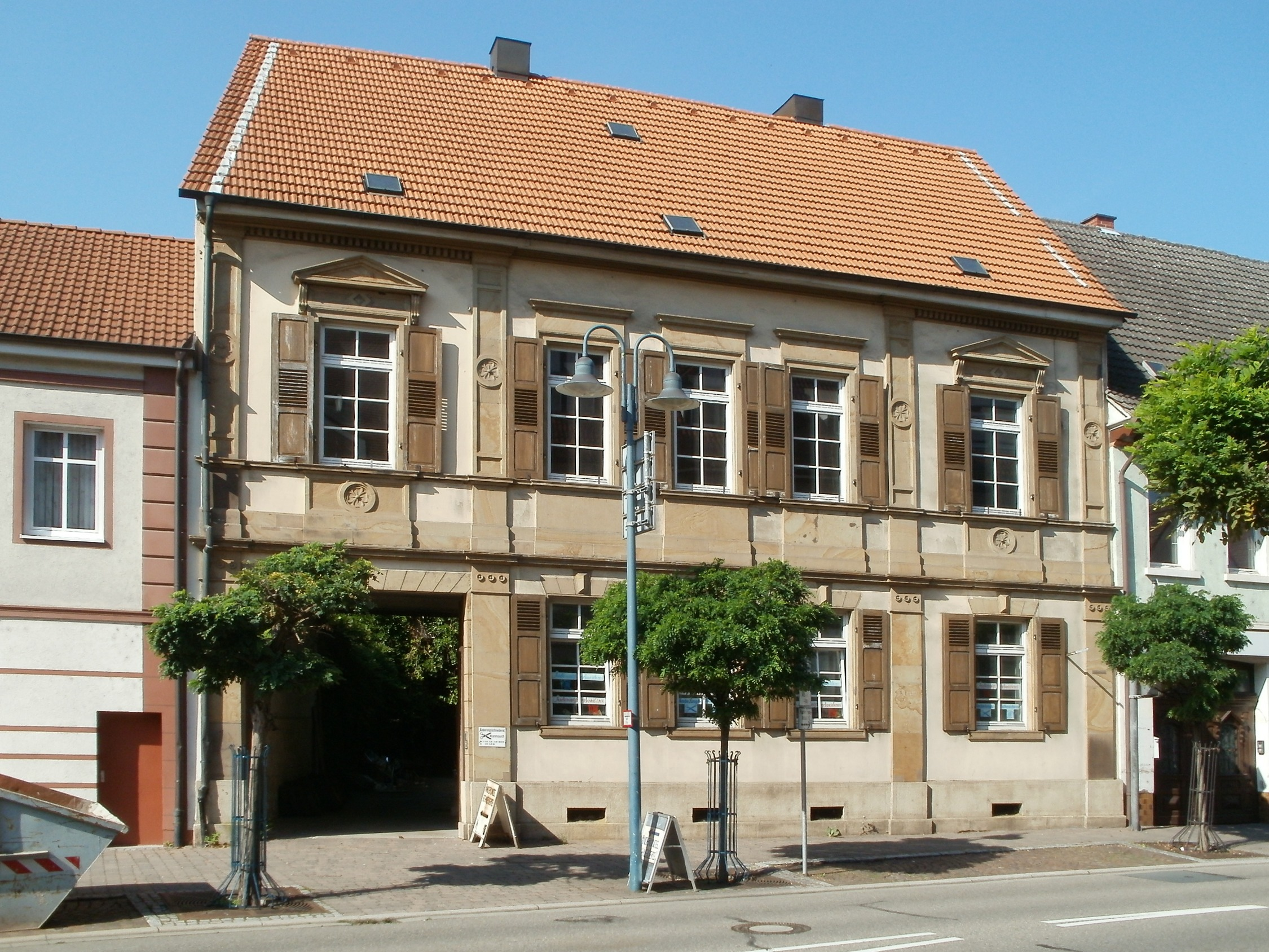
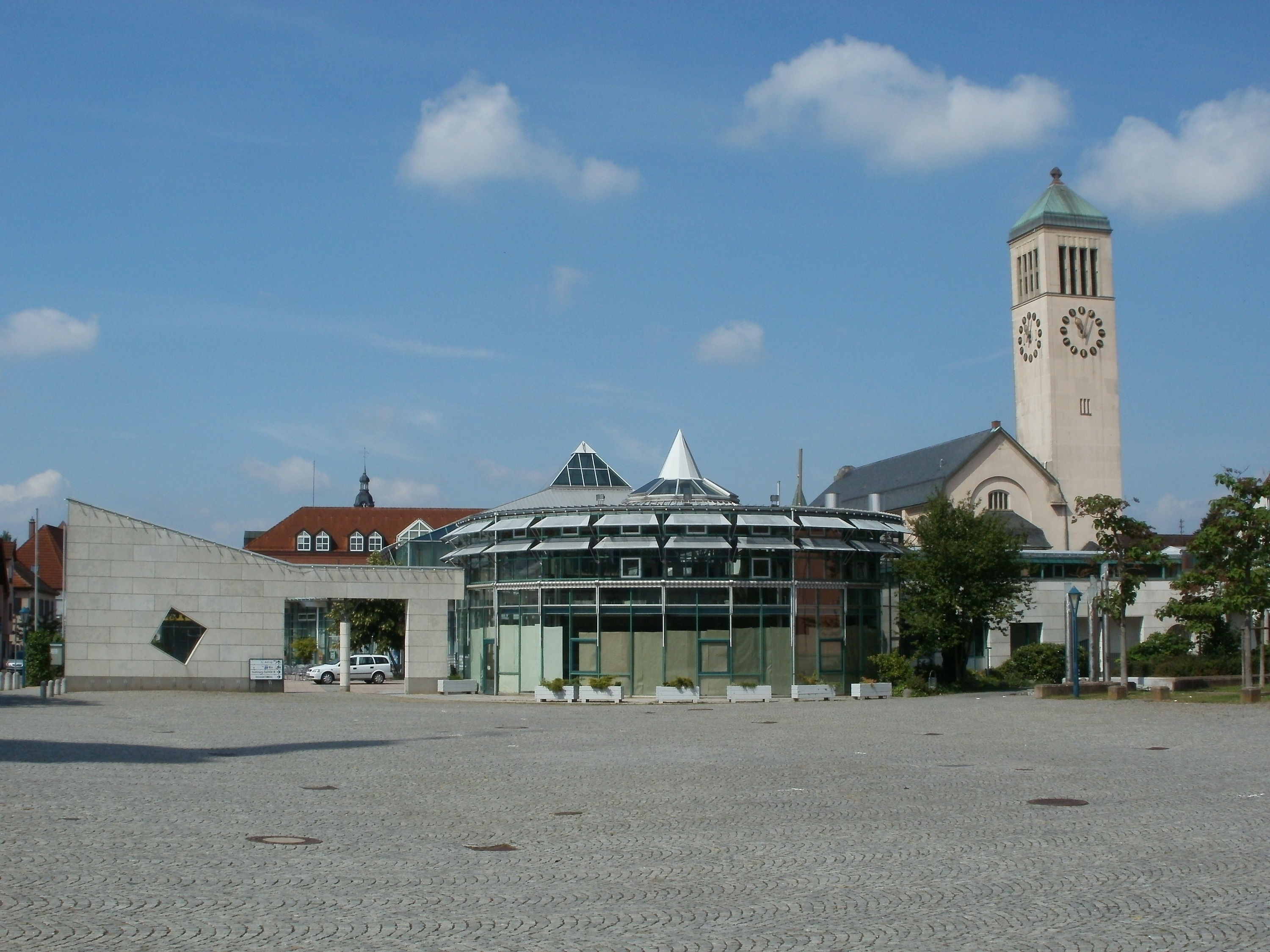
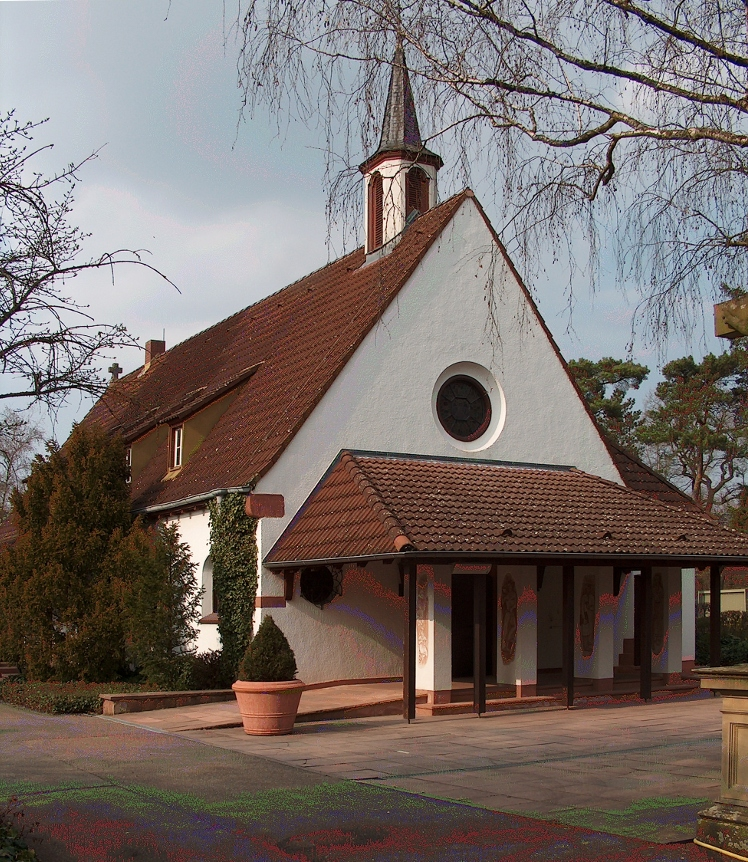
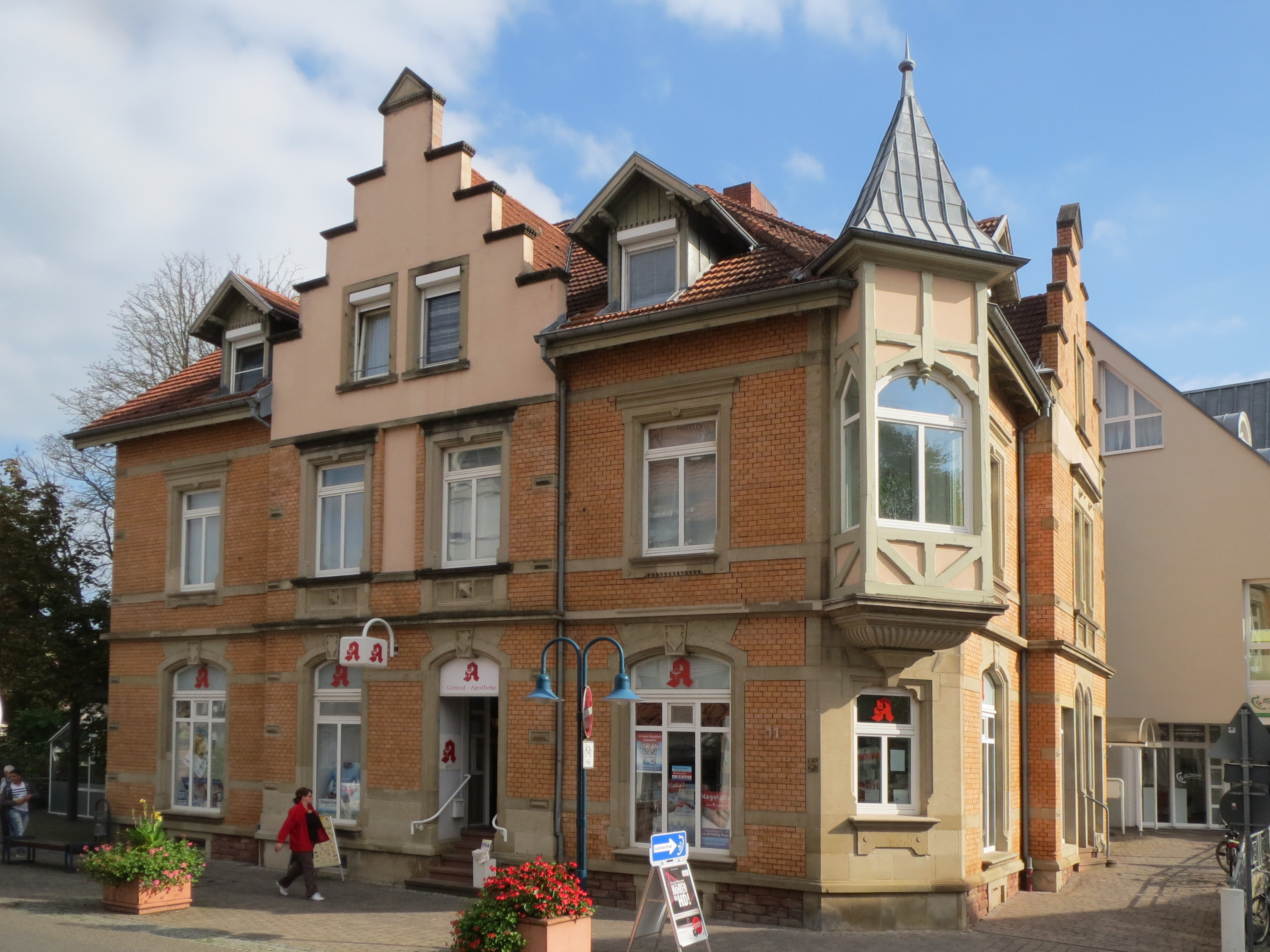